# Пхаяо (озеро)
Кван Пхаяо (тай. กว๊านพะเยา; [kwáːn pʰā.jāw]) — озеро в провінції Пхаяо на півночі Таїланду. Кван, слово з північно-тайської мови, означає «озеро» або «велике болото». Озеро має майже правильну форму півмісяця. Озеро Пхаяо — найбільше прісноводне озеро в північному регіоні та четверте за величиною в країні, його глибина становить 1,5 метра і займає площу близько 1980 гектарів. В озері Пхаяо водиться близько 50 видів риб.

## Історія
Озеро Пхаяо виникло після розпаду літосфери приблизно 70 мільйонів років тому. Раніше цю місцевість оточували невисокі гори. Тут змішуються разом 18 струмків. У 1935 році Департамент рибного господарства встановив внутрішню риболовецьку станцію Пхаяо на річці Інг і зробив дамбу, яка спричинила появу великого болота глибиною 1,5 метра.
До 1941 року озеро Пхаяо було великою болотистою низовиною. У сезон дощів (приблизно з липня по листопад) було волого. Річка Інг протікала територією, утворюючи багато великих ставків під назвою «нонг» і менших під назвою «буак». Паводкові води з'єднали водні шляхи один з одним, утворивши два озера, одне з яких називається «Кван Ной», що означає невелике озеро, розташоване на заході. Інше під назвою «Кван Луанг», розташоване на сході, біля правої частини річки Інг. Департамент рибного господарства вирішив побудувати шлюз у 1939 році та закінчив у 1941 році. Внаслідок цього ці два невеликі озера об'єдналися, створивши озеро, яке ми можемо бачити в наші часи. Однак внаслідок цих дій були затоплені поля, будинки, храми і місце археологічних розкопок, завдана значна шкода екології. Природні болота перетворилися на великі водойми. Департамент рибного господарства створив рибальську дослідницьку станцію на озері Пхаяо для розведення риби для озера в рамках кампанії з підвищення доступності дешевої білкової дієти для громадського споживання. Водна флора озера Пхаяо використовується як корм для тварин. Озеро Пхаяо багате на природні ресурси, які допомагають забезпечити жителям Пхаяо відносно комфортне життя.
У минулому територія навколо озера Пхаяо була територією, де вода з гір текла в струмки та річки та ставала невеликими болотами під час сухого сезону кожного року. Зменшення води дозволяло фермерам використовувати територію для землеробства, розводити тварин і використовувати як шлях від міста до навколишніх сіл Пхаяо. Район озера Пхаяо був міським районом, де раніше було багато храмів. Пізніше, коли Департамент рибного господарства побудував дамбу Пхаяо для збереження води, храми були затоплений у цьому районі.

## Географія

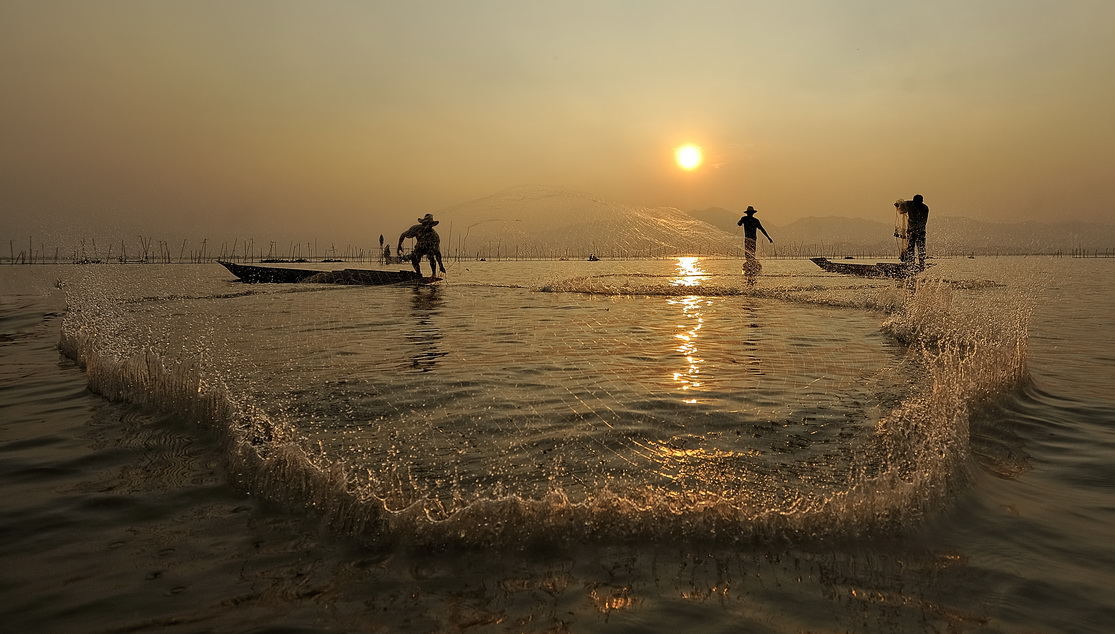
Кван Пхаяо

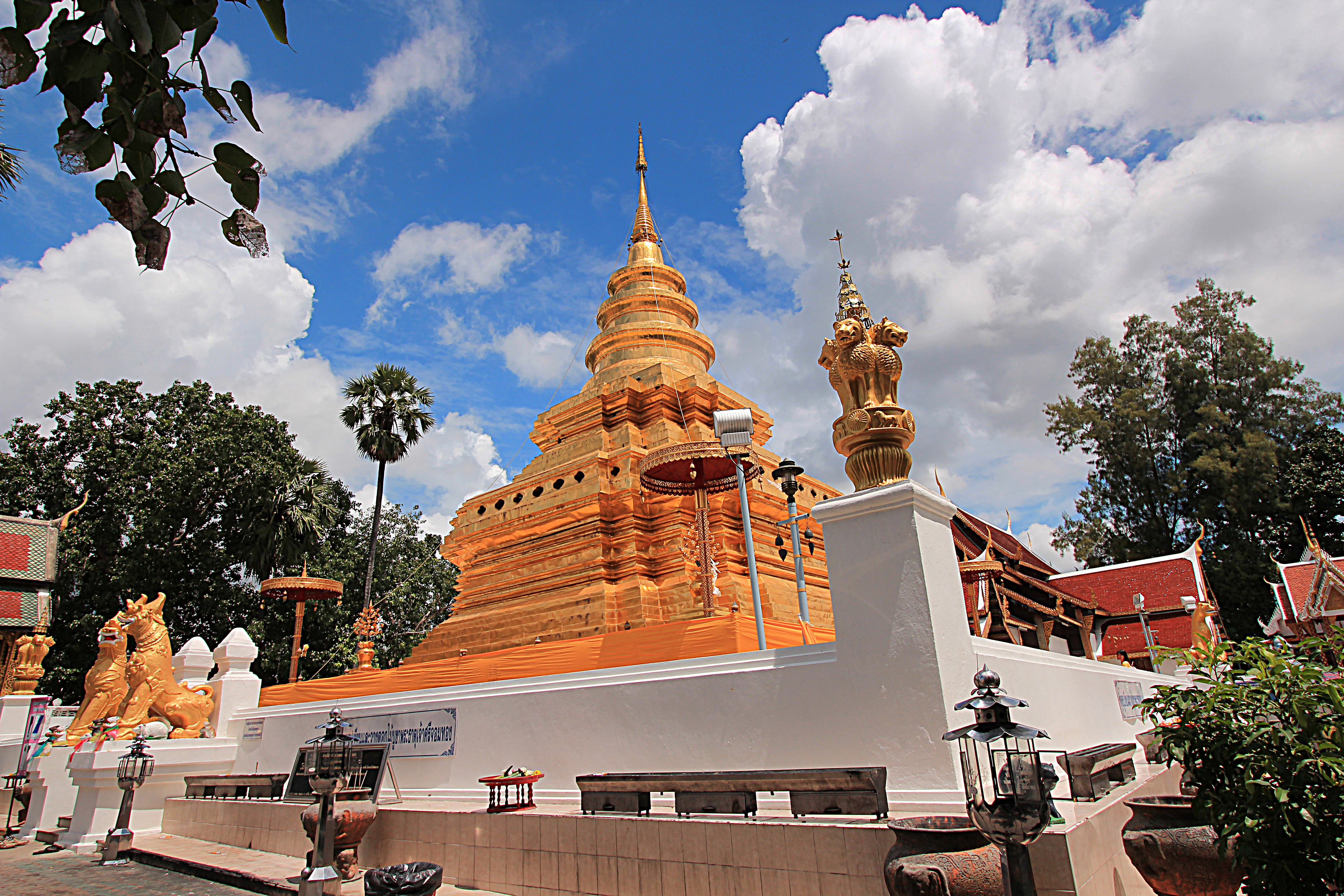
Wat Phra That Sri Chom Thong

Земля навколо озера дуже родюча. Громади навколо річки існували з давніх часів. Температура на території коливається від 19,5˚C до 27,5˚C. Середня кількість опадів на рік становить близько 1064 мм. В озері Пхаяо зареєстровано 36 різних видів водних рослин. Основними підводними рослинами є Ceratophyllum demersum і Najas graminea, тоді як інші рослини в основному включають Slavonia cucullata, Nelumbo nucifera, Eichhornia crassipes і Scrirpus grossus . Розрахункова маса промислового врожаю з гектара становить приблизно 159 кілограмів. Вологість на території коливається від 70 до 80 відсотків.

## Тваринний і рослинний світ
В озері живе близько 50 видів риб: Райдужна акула, коропові, звичайний короп, тиляпія нільська (ปลา นิล), повзун індійський (ปลา หมอ), смугаста змія, сомах Багрид (ปลากด), кларій (ปลาดุก), вугор рисовий (ปลาไหลนา), spotted featherback (ปลากราย), гурамі бурий (ปลาสลิด), гурамі місячний (ปลากระดี่นาง) та інші.

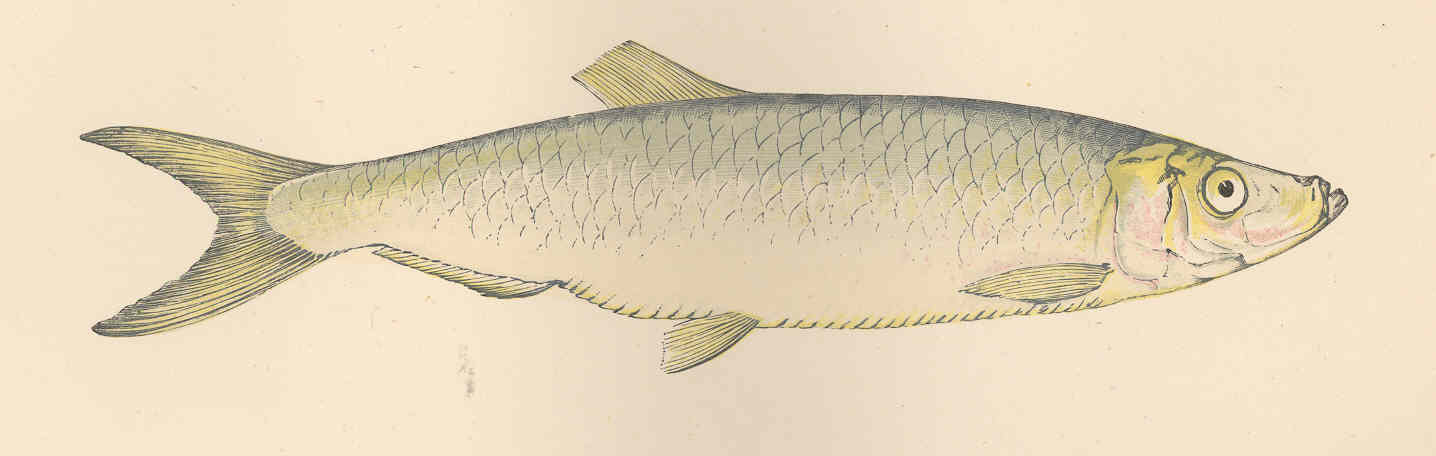
Малька
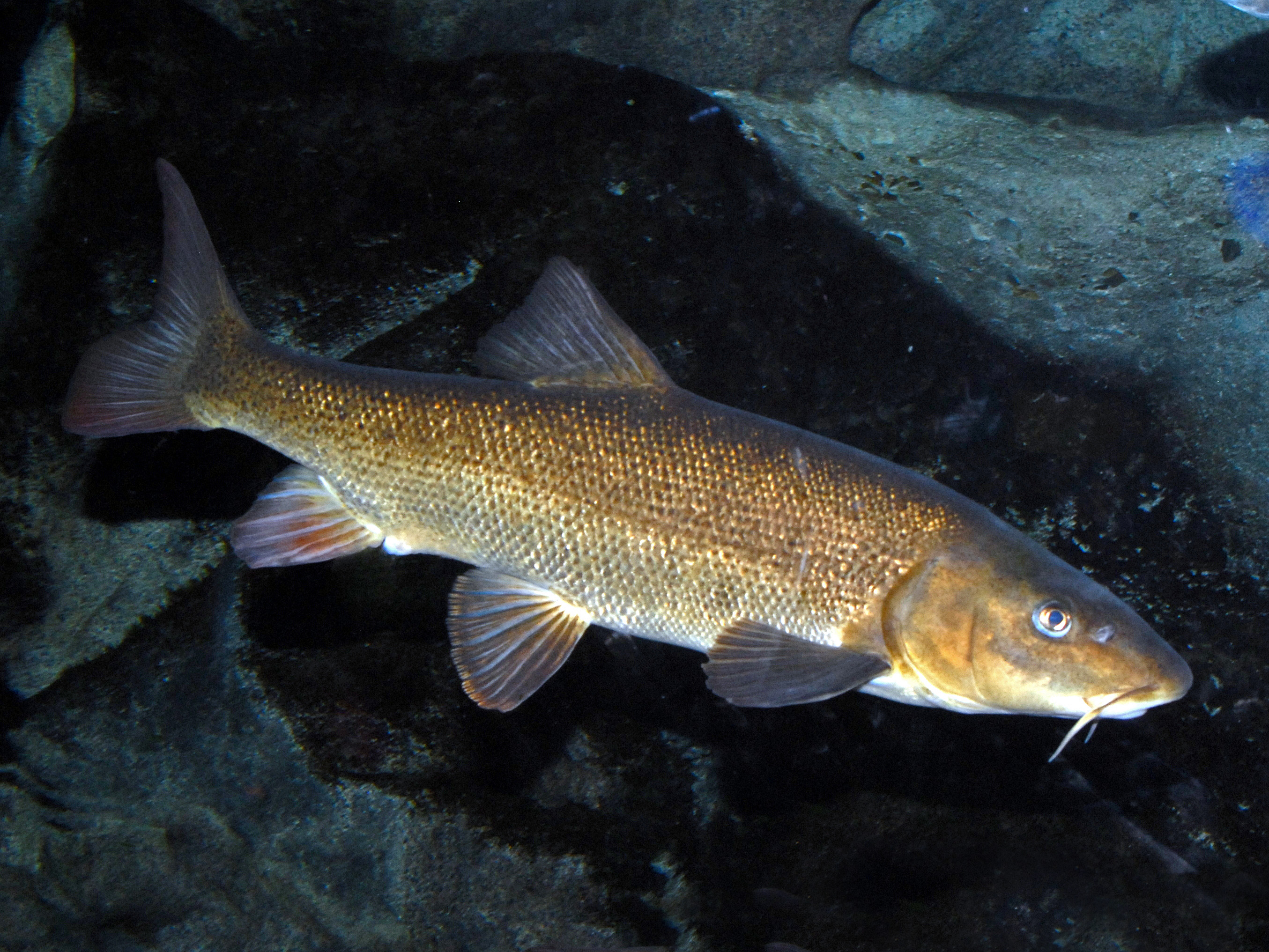
Короп
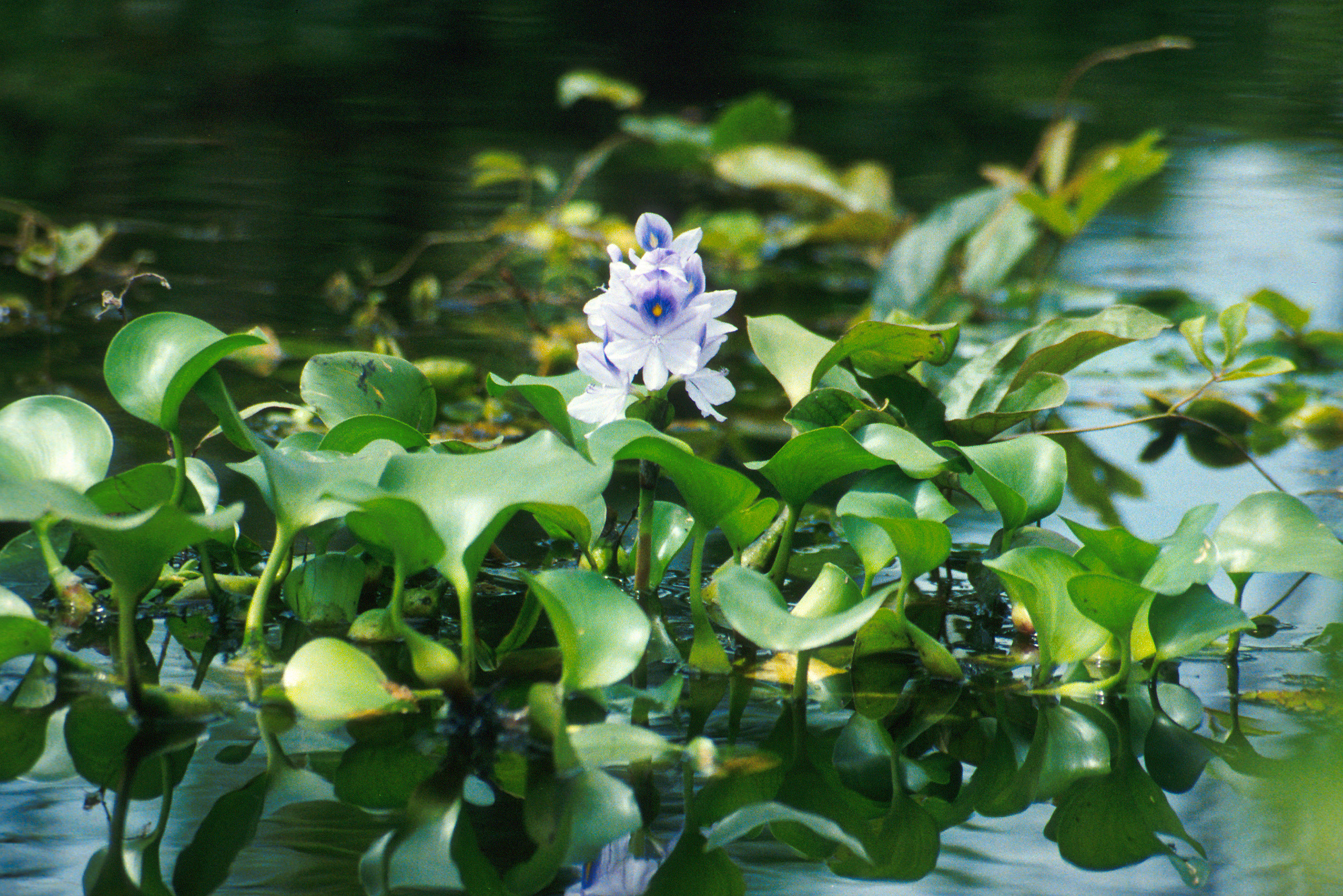
Водяний гіацинт